# علی وقفچی
علی وقفچی فارغ التحصیل دکترای دامپزشکی از دانشگاه تهران است و نمایندهٔ دورهٔ دهم از حوزهٔ انتخابیهٔ زنجان و طارم در استان زنجان است. وی که از نمایندگان مخالف دولت است، با کسب ۶۰٬۸۱۴ رای از مجموع ۱۱۵٬۵۷۴ رای معادل ۵۲٫۶۱٪ درصد آرا در دور دوم به مجلس راه پیدا کرد. علی وقفچی در انتخابات دور یازدهم مجلس شورای اسلامی نیز از همان حوزه انتخابیه خود را کاندید نمود که صلاحیتش توسط شورای نگهبان رد گردید.